# Peristylus goodyeroides
Peristylus goodyeroides är en orkidéart som först beskrevs av David Don, och fick sitt nu gällande namn av John Lindley. Peristylus goodyeroides ingår i släktet Peristylus och familjen orkidéer. Inga underarter finns listade i Catalogue of Life.